# Rogers Glacier
Rogers Glacier är en glaciär i Antarktis. Den ligger i Östantarktis. Australien gör anspråk på området. Rogers Glacier ligger 172 meter över havet.
Terrängen runt Rogers Glacier är huvudsakligen platt, men norrut är den kuperad. Rogers Glacier ligger nere i en dal. Trakten är obefolkad. Det finns inga samhällen i närheten.